# Hajdaszek (stacja kolejowa)
Hajdaszek – wąskotorowa stacja kolejowa w Hajdaszku, położony na linii wąskotorowej linii kolejowej Jędrzejów Wąskotorowy Osobowy – Szczucin koło Tarnowa Wąskotorowy oraz rozpoczynającej się na stacji wąskotorowej linii kolejowej Hajdaszek – Pińczów w powiecie pińczowskim, w województwie świętokrzyskim, w Polsce.
Drewniano-murowany budynek stacji został wpisany do rejestru zabytków nieruchomych jako część Jędrzejowskiej Kolei Dojazdowej (nr rej.: A-1185/1-5 z 20.02.1995).